# Hospital de la Caridad de Illescas
Hospital de la Caridad de Illescas – muzeum w Illescas w Hiszpanii, dawny szpital i kaplica. Główną atrakcją są obrazy El Greca stworzone do retabulum kościoła. 

## Historia
Św. Ildefons w 636 roku założył i wybudował klasztor zakonu żeńskiego Matki Boskiej. Na początku XVI wieku klasztor został zburzony, a na jego miejscu miał powstać szpital dla ubogich z kaplicą. Były to plany bardzo odważne; w szpitalu nie tylko miano leczyć ubogich ale i nieść pomoc medyczną więźniom, miały znajdować się w nim pokoje dla umysłowo chorych. Prace rozpoczęły się w 1592 roku wedle planów Nicolasa de Vergara, naczelnego architekta katedry. Budynek miał nieregularną dwupiętrową fasadę, na parterze znajdował się szpital i osobne pokoje mieszkalne, a na piętrze znajdowały się pomieszczenia administracyjne i mieszkanie kapelana. Wewnętrzna kaplica zbudowana została na planie krzyża, z trzema odrębnymi kapliczkami, nakrytymi sklepieniem kolebkowym zakończonym kopułą oraz prezbiterium do którego prowadzą schody. Sklepienia ozdobione są motywami roślinnymi, podobiznami zwierząt oraz motywami graficznymi. Do dziś zachowały się XII-wieczne organy. W 1600 roku do kościoła przeniesiono cudowny obraz Matki Boskiej a 18 czerwca 1603 roku została zawarta umowa na stworzenie retabulum z El Grekiem i jego synem Jorge Manuelem. 

## Retabulum
W centralnej części retabulum znajdować się miał cudowny obraz zwieńczony od góry wizerunkiem Matki Boskiej Miłosierdzia. Oprawę architektoniczną i rzeźbiarską El Greco zaprojektował osobiście rezygnując z surowej formy: z każdej strony znajdują się trzy wypukłe pilastry, gzyms o silnym profilu, głowice korynckie oraz fronton o łamanych liniach. Po obu stronach retabulum zbudowane zostały w ścianach prezbiterium obramowane kolumnami korynckie nisze, w których umieszczono naturalnej wielkości figury proroków Symeona i Izajasza. Pod łukiem El Greco zaplanował umieścić w kształcie elipsy obraz Ukoronowanie Matki Boskiej, a po obu stronach w formie tonda sceny z Zwiastowania i  Bożego Narodzenia. Dla szpitala, kilka lat wcześniej, El Greco namalował wizerunek Świętego Ildefonsa.